# Laeviomyces
Laeviomyces D. Hawksw.  (lewiomyces) – rodzaj workowców (Ascomycota). Anamorfa Pezizomycotina. W Polsce występuje jeden gatunek.

## Systematyka i nazewnictwo
Pozycja w klasyfikacji według Index Fungorum: Incertae sedis, Incertae sedis, Incertae sedis, Incertae sedis, Pezizomycotina, Ascomycota, Fungi.
Według opartej na Dictionary of the Fungi klasyfikacji Index Fungorum z 2020 r. brak takiego rodzaju, a należące do niego gatunki włączone zostały do rodzaju Lichenodiplis.
Nazwa polska według W. Fałtynowicza.

## Gatunki występujące w Polsce
- Laeviomyces fallaciosus Hafellner & Kalb 1990. Obecnie: Lichenodiplis fallaciosa (Hafellner & Kalb) Diederich
- Laeviomyces pertusariicola (Nyl.) D. Hawksw. 1981 – lewiomyces otwornicowy. Obecnie Lichenodiplis pertusariicola (Nyl.) Diederich

Nazwy naukowe na podstawie Index Fungorum. Uwzględniono tylko gatunki zweryfikowane. Nazwy polskie według checklist W. Fałtynowicza.